# An Mein Volk

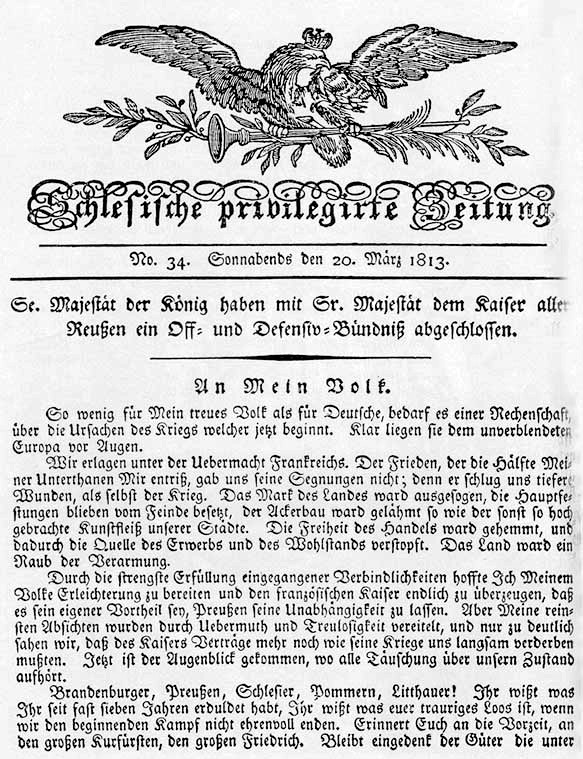
Première page de An Mein Volk.

La proclamation An Mein Volk (« À mon peuple ») est publiée par le roi de Prusse Frédéric-Guillaume III le 17 mars 1813 à Breslau (aujourd'hui Wrocław, en Pologne). Adressée à ses sujets, les Preußen und Deutsche (« Prussiens et Allemands » - l'ancien terme englobant plusieurs groupes ethniques en Prusse), elle appelle à leur soutien dans la lutte contre Napoléon. Les hostilités avaient été déclarées la veille.
Ce document est le premier exemple d'un monarque prussien s'adressant directement au public pour justifier sa politique. Alors que la capitale prussienne Berlin est encore occupée par les forces françaises, la proclamation est rédigée par le conseiller prussien Theodor Gottlieb von Hippel, et publiée dans le Schlesische privilegirte Zeitung le 20 mars 1813.
Cette proclamation, qui affirme l'unité de la couronne, de l'État et de la nation, conduit à l'expansion massive de l'armée prussienne et à la création de milices, de volontaires Jäger et d'unités du Freikorps (comme celle commandée par le major Adolf von Lützow) combattant dans la campagne d'Allemagne de 1813.

## La déclaration
A mon peuple.

Il n'est pas nécessaire d'expliquer à mes loyaux sujets ni à aucun Allemand les raisons de la guerre qui va commencer. Elles se trouvent clairement sous les yeux de l'Europe éveillée.
Nous avons succombé à la force supérieure de la France. La paix qui a suivi m'a privé de mon peuple et, loin de nous apporter des bienfaits, elle nous a infligé des blessures plus profondes que la guerre elle-même, aspirant la moelle même du pays. Nos principales forteresses sont restées aux mains de l'ennemi et l'agriculture, ainsi que les industries très développées de nos villes, ont été paralysées. La liberté du commerce a été entravée et, par conséquent, les sources de commerce et de prospérité ont été coupées. Le pays était en proie aux ravages de la misère.
J'espérais, par l'accomplissement ponctuel des engagements que j'avais pris, alléger le fardeau de mon peuple, et même convaincre l'empereur de France qu'il serait à son avantage de laisser à la Prusse son indépendance. Mais les intentions les plus pures et les meilleures de ma part n'ont servi à rien contre l'insolence et l'infidélité, et il n'était que trop évident que les traités de l'empereur allaient progressivement nous ruiner encore plus sûrement que ses guerres. Le moment est venu où nous ne pouvons plus nourrir la moindre illusion quant à notre situation.
Brandebourgeois, Prussiens, Silésiens, Poméraniens, Lituaniens ! Vous savez ce que vous avez supporté pendant ces sept dernières années, vous savez le triste sort qui vous attend si nous ne mettons pas fin à cette guerre de façon honorable. Pensez aux temps passés, - au Grand Électeur, au grand Frédéric ! Souvenez-vous des bienfaits pour lesquels vos ancêtres se sont battus sous leur direction et qu'ils ont payés de leur sang, - liberté de conscience, honneur national, indépendance, commerce, industrie, apprentissage. Regardez le grand exemple de nos puissants alliés, les Russes ; regardez les Espagnols, les Portugais. Car ces peuples encore plus faibles sont allés contre des ennemis plus puissants et en sont revenus triomphants. Soyez témoins de l'héroïsme des Suisses et du peuple des Pays-Bas.
De grands sacrifices seront exigés de toutes les classes du peuple, car notre entreprise est grande, et le nombre et les ressources de nos ennemis sont loin d'être insignifiants. Mais ne préféreriez-vous pas faire ces sacrifices pour la patrie et pour votre propre roi plutôt que pour un souverain étranger qui, comme il l'a montré par de nombreux exemples, vous utilisera, vous et vos fils et vos proches, à des fins qui ne sont rien pour vous ? La foi en Dieu, la persévérance et l'aide puissante de nos alliés nous apporteront la victoire comme récompense de nos efforts honnêtes.
Quels que soient les sacrifices que nous devrons consentir en tant qu'individus, ils seront compensés par les droits sacrés pour lesquels nous les faisons, et pour lesquels nous devons nous battre jusqu'à une fin victorieuse, à moins que nous ne soyons prêts à cesser d'être Prussiens ou Allemands.
C'est la lutte finale, la lutte décisive ; de celle-ci dépendent notre indépendance, notre prospérité, notre existence. Il n'y a pas d'autre alternative qu'une paix honorable ou une fin héroïque. Vous feriez volontiers face à cette dernière pour l'honneur, car sans honneur, aucun Prusse ou Allemand ne pourrait vivre. Cependant, nous pouvons attendre le résultat avec confiance. Dieu et notre ferme volonté apporteront la victoire à notre cause et, avec elle, une paix assurée et glorieuse et le retour de temps plus heureux.
Frédéric-Guillaume

Breslau, 17 mars 1813

## Sources
Chapoutot, Johann. « Chapitre I - La guerre des peuples (1806-1815) : naissance d’une nation ? », Johann Chapoutot éd., Histoire de l'Allemagne (1806 à nos jours). Presses Universitaires de France, 2017, pp. 9-18.